# 사우스캐롤라이나주의 통계 지구

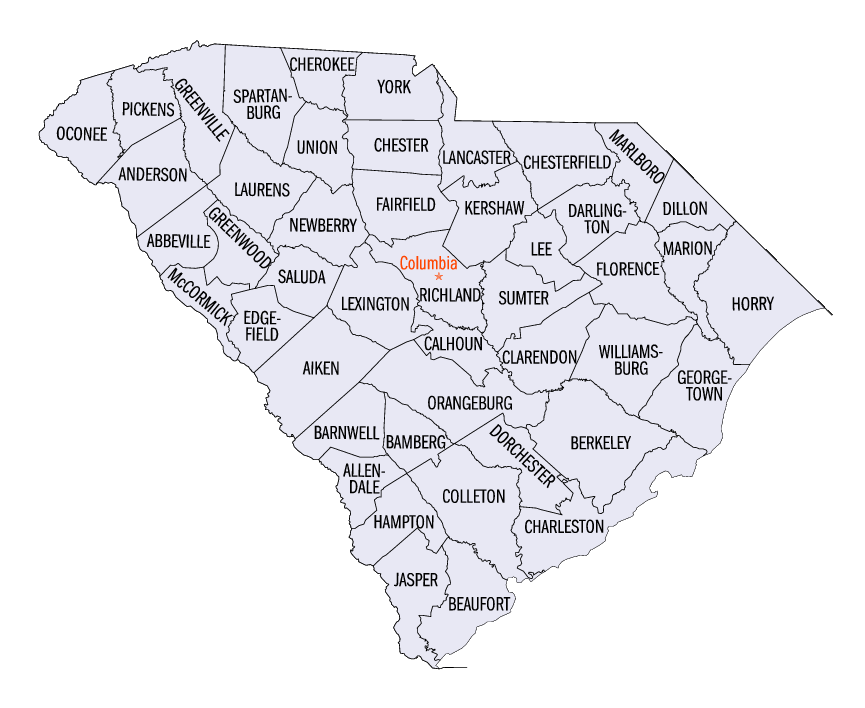
사우스캐롤라이나 주의 군들

사우스캐롤라이나의 주기

사우스캐롤라이나의 통계 지구(South Carolina Statistical Area)는 사우스캐롤라이나 주에 있는 통계 지구이다.

## 범례
| 범례      | 의미                                             |
| --------- | ------------------------------------------------ |
|           | 노스캐롤라이나에 속하는 지역                     |
|           | 조지아에 속하는 지역                             |
|           | 2개의 주 이상에 걸친 지역(사우스캐롤라이나 해당) |
| 초록 글씨 | 다른 주에 속하는 지역의 인구 수                  |
| 파란 글씨 | 사우스캐롤라이나와 다른 주에 걸친 지역의 인구 수 |

## 배치도
| 복합 통계 지구                | 인구              | 핵심 기반 통계 지구               | 인구              | 군               | 인구      |
| ----------------------------- | ----------------- | --------------------------------- | ----------------- | ---------------- | --------- |
| 그린빌-스파튼버그-앤더슨 지구 | 1,475,235         | 그린빌-앤더슨 지구                | 920,477           | 그린빌           | 523,542   |
| 그린빌-스파튼버그-앤더슨 지구 | 1,475,235         | 그린빌-앤더슨 지구                | 920,477           | 앤더슨           | 202,558   |
| 그린빌-스파튼버그-앤더슨 지구 | 1,475,235         | 그린빌-앤더슨 지구                | 920,477           | 피켄스           | 126,884   |
| 그린빌-스파튼버그-앤더슨 지구 | 1,475,235         | 그린빌-앤더슨 지구                | 920,477           | 로렌스           | 67,493    |
| 그린빌-스파튼버그-앤더슨 지구 | 1,475,235         | 스파튼버그 지구                   | 319,785           | 스파튼버그       | 319,785   |
| 그린빌-스파튼버그-앤더슨 지구 | 1,475,235         | 세네카 지구                       | 79,546            | 오코니           | 79,546    |
| 그린빌-스파튼버그-앤더슨 지구 | 1,475,235         | 그린우드 지구                     | 70,811            | 그린우드         | 70,811    |
| 그린빌-스파튼버그-앤더슨 지구 | 1,475,235         | 개프니 지구                       | 57,300            | 체로키           | 57,300    |
| 그린빌-스파튼버그-앤더슨 지구 | 1,475,235         | 유니언 지구                       | 27,316            | 유니언           | 27,316    |
| 컬럼비아-뉴베리 지구          | 963,048           | 컬럼비아 지구                     | 838,433           | 리칠랜드         | 415,759   |
| 컬럼비아-뉴베리 지구          | 963,048           | 컬럼비아 지구                     | 838,433           | 렉싱턴           | 298,750   |
| 컬럼비아-뉴베리 지구          | 963,048           | 컬럼비아 지구                     | 838,433           | 커쇼             | 66,551    |
| 컬럼비아-뉴베리 지구          | 963,048           | 컬럼비아 지구                     | 838,433           | 페어필드         | 22,347    |
| 컬럼비아-뉴베리 지구          | 963,048           | 컬럼비아 지구                     | 838,433           | 살루다           | 20,473    |
| 컬럼비아-뉴베리 지구          | 963,048           | 컬럼비아 지구                     | 838,433           | 캘훈             | 14,553    |
| 컬럼비아-뉴베리 지구          | 963,048           | 오렌지버그 지구                   | 86,175            | 오렌지버그       | 86,175    |
| 컬럼비아-뉴베리 지구          | 963,048           | 뉴베리 지구                       | 38,440            | 뉴베리           | 38,440    |
| 머슬비치-컨웨이 지구          | 553,505 416,761   | 머슬비치-컨웨이-노스머슬비치 지구 | 490,825 354,081   | 오어리           | 354,081   |
| 머슬비치-컨웨이 지구          | 553,505 416,761   | 머슬비치-컨웨이-노스머슬비치 지구 | 490,825 354,081   | 브런즈윅         | 136,744   |
| 머슬비치-컨웨이 지구          | 553,505 416,761   | 조지타운 지구                     | 62,680            | 조지타운         | 62,680    |
| 샬럿-콩코드 지구              | 2,797,636 411,235 | 샬럿-콩코드-개스토니아 지구       | 2,636,883 411,235 | 메클렌버그       | 1,110,356 |
| 샬럿-콩코드 지구              | 2,797,636 411,235 | 샬럿-콩코드-개스토니아 지구       | 2,636,883 411,235 | 요크             | 280,979   |
| 샬럿-콩코드 지구              | 2,797,636 411,235 | 샬럿-콩코드-개스토니아 지구       | 2,636,883 411,235 | 유니언           | 239,859   |
| 샬럿-콩코드 지구              | 2,797,636 411,235 | 샬럿-콩코드-개스토니아 지구       | 2,636,883 411,235 | 개스턴           | 224,529   |
| 샬럿-콩코드 지구              | 2,797,636 411,235 | 샬럿-콩코드-개스토니아 지구       | 2,636,883 411,235 | 카바러스         | 216,453   |
| 샬럿-콩코드 지구              | 2,797,636 411,235 | 샬럿-콩코드-개스토니아 지구       | 2,636,883 411,235 | 아이어델         | 181,806   |
| 샬럿-콩코드 지구              | 2,797,636 411,235 | 샬럿-콩코드-개스토니아 지구       | 2,636,883 411,235 | 로완             | 142,088   |
| 샬럿-콩코드 지구              | 2,797,636 411,235 | 샬럿-콩코드-개스토니아 지구       | 2,636,883 411,235 | 랭커스터         | 98,012    |
| 샬럿-콩코드 지구              | 2,797,636 411,235 | 샬럿-콩코드-개스토니아 지구       | 2,636,883 411,235 | 링컨             | 86,111    |
| 샬럿-콩코드 지구              | 2,797,636 411,235 | 샬럿-콩코드-개스토니아 지구       | 2,636,883 411,235 | 체스터           | 32,244    |
| 샬럿-콩코드 지구              | 2,797,636 411,235 | 샬럿-콩코드-개스토니아 지구       | 2,636,883 411,235 | 앤슨             | 24,446    |
| 샬럿-콩코드 지구              | 2,797,636 411,235 | 셸비 지구                         | 97,947            | 클리블랜드       | 97,947    |
| 샬럿-콩코드 지구              | 2,797,636 411,235 | 앨버말 지구                       | 62,806            | 스탠리           | 62,806    |
| 없음                          | 없음              | 찰스턴-노스찰스턴-섬머빌 지구     | 802,122           | 찰스턴           | 411,406   |
| 없음                          | 없음              | 찰스턴-노스찰스턴-섬머빌 지구     | 802,122           | 버클리           | 227,907   |
| 없음                          | 없음              | 찰스턴-노스찰스턴-섬머빌 지구     | 802,122           | 도체스터         | 162,809   |
| 없음                          | 없음              | 힐턴헤드아일랜드-블루프턴 지구    | 222,195           | 뷰퍼트           | 192,122   |
| 없음                          | 없음              | 힐턴헤드아일랜드-블루프턴 지구    | 222,195           | 재스퍼           | 30,073    |
| 없음                          | 없음              | 플로렌스 지구                     | 204,911           | 플로렌스         | 138,293   |
| 없음                          | 없음              | 플로렌스 지구                     | 204,911           | 달링턴           | 66,618    |
| 없음                          | 없음              | 오거스타-리치먼드카운티 지구      | 608,980 198,132   | 리치먼드         | 202,518   |
| 없음                          | 없음              | 오거스타-리치먼드카운티 지구      | 608,980 198,132   | 에이킨           | 170,872   |
| 없음                          | 없음              | 오거스타-리치먼드카운티 지구      | 608,980 198,132   | 컬럼비아         | 156,714   |
| 없음                          | 없음              | 오거스타-리치먼드카운티 지구      | 608,980 198,132   | 에지필드         | 27,260    |
| 없음                          | 없음              | 오거스타-리치먼드카운티 지구      | 608,980 198,132   | 버크             | 22,383    |
| 없음                          | 없음              | 오거스타-리치먼드카운티 지구      | 608,980 198,132   | 맥더피           | 21,312    |
| 없음                          | 없음              | 오거스타-리치먼드카운티 지구      | 608,980 198,132   | 링컨             | 7,921     |
| 없음                          | 없음              | 섬터 지구                         | 140,466           | 섬터             | 106,721   |
| 없음                          | 없음              | 섬터 지구                         | 140,466           | 클래런던         | 33,745    |
| 없음                          | 없음              | 베네츠빌 지구                     | 26,118            | 말버러           | 26,118    |
| 없음                          | 없음              | 없음                              | 없음              | 체스터필드       | 45,650    |
| 없음                          | 없음              | 없음                              | 없음              | 콜레턴           | 37,677    |
| 없음                          | 없음              | 없음                              | 없음              | 매리언           | 30,657    |
| 없음                          | 없음              | 없음                              | 없음              | 딜런             | 30,479    |
| 없음                          | 없음              | 없음                              | 없음              | 윌리엄즈버그     | 30,368    |
| 없음                          | 없음              | 없음                              | 없음              | 아브빌           | 24,527    |
| 없음                          | 없음              | 없음                              | 없음              | 반웰             | 20,866    |
| 없음                          | 없음              | 없음                              | 없음              | 햄프턴           | 19,222    |
| 없음                          | 없음              | 없음                              | 없음              | 리               | 16,828    |
| 없음                          | 없음              | 없음                              | 없음              | 밤베르그         | 14,066    |
| 없음                          | 없음              | 없음                              | 없음              | 매코믹           | 9,463     |
| 없음                          | 없음              | 없음                              | 없음              | 앨런데일         | 8,688     |
| 사우스캐롤라이나              | 사우스캐롤라이나  | 사우스캐롤라이나                  | 사우스캐롤라이나  | 사우스캐롤라이나 | 5,148,714 |

## 참고
- 인구 수는 2019년 기준이며 단위는 '명'이다.
- 리칠랜드군은 사우스캐롤라이나주 행정 기관들이 있는 컬럼비아가 있기 때문에 굵은 글씨로 표기했다.

## 같이 보기
- 대도시 통계 지구